# Kwazuluaclerda loranthi
Kwazuluaclerda loranthi (лат.) — вид полужесткокрылых насекомых-червецов рода Kwazuluaclerda из семейства аклердиды (Aclerdidae).

## Распространение
Южная Африка: ЮАР (Квазулу-Натал).

## Описание
Мелкие червецы, длина безногих и бескрылых самок от 1,05 до 1,5 мм (ширина от 0,675 до 0,875 мм). Длина самца 1,38 мм. Усики самцов состоят из 8 члеников; ноги и крылья развиты. Грудь с парой склеротизированных брахиальных пластинок.
Питаются соками таких ремнецветниковых двудольных растений, как кустарник Loranthus dregei (Loranthaceae).
Вид был впервые описан в 2002 году энтомологами Крисом Ходжсоном (Hodgson, Chris J., Кардифф, Уэльс) и Яном Милларом (Millar, Ian M., Претория, ЮАР).
Таксон Kwazuluaclerda loranthi выделен в отдельный монотипический род Kwazuluaclerda, морфологически близкий к Rhodesaclerda, от которого отличается наличием парой склеротизированных брахиальных пластинок на груди и некоторыми другими мелкими признаками.

## Этимология
Родовое название Kwazuluaclerda было дано от сочетания имени места обнаружения, провинции ЮАР (Квазулу-Натал, Kawazulu-Natal) и рода Aclerda. Видовой эпитет K. loranthi происходит от имени растения-хозяина ремнецветника (Loranthus), на котором они развиваются.